# Warstwa ablacyjna
Warstwa ablacyjna – jest to warstwa, która pokrywa statki kosmiczne i rakiety. Są to termoodporne polimery wzmocnione włóknami szklanymi lub węglowymi. Warstwa ta ulega odpadnięciu podczas hamowania w atmosferze. Doskonale chroni przed nadmiernym nagrzewaniem aerodynamicznym.